# Nelas
Nelas és un municipi portuguès, situat al districte de Viseu, a la regió del Centre i a la subregió de Dão-Lafões. L'any 2004 tenia 14.504 habitants. Es divideix en 9 freguesias. Limita al nord-est amb Mangualde, al sud-est amb Seia i Oliveira do Hospital, a l'oest amb Carregal do Sal i al nord-oest amb Viseu.

## Població
| Població del concelho de Nelas (1801 – 2004) | Població del concelho de Nelas (1801 – 2004) | Població del concelho de Nelas (1801 – 2004) | Població del concelho de Nelas (1801 – 2004) | Població del concelho de Nelas (1801 – 2004) | Població del concelho de Nelas (1801 – 2004) | Població del concelho de Nelas (1801 – 2004) | Població del concelho de Nelas (1801 – 2004) | Població del concelho de Nelas (1801 – 2004) |
| -------------------------------------------- | -------------------------------------------- | -------------------------------------------- | -------------------------------------------- | -------------------------------------------- | -------------------------------------------- | -------------------------------------------- | -------------------------------------------- | -------------------------------------------- |
| 1801                                         | 1849                                         | 1900                                         | 1930                                         | 1960                                         | 1981                                         | 1991                                         | 2001                                         | 2004                                         |
| 5379                                         | 5904                                         | 14145                                        | 14470                                        | 16504                                        | 15069                                        | 14618                                        | 14283                                        | 14504                                        |

## Freguesies
- Aguieira
- Canas de Senhorim
- Carvalhal Redondo
- Lapa do Lobo
- Moreira
- Nelas
- Santar
- Senhorim
- Vilar Seco